# 대한인동지회
대한인동지회(大韓人同志會)는 1921년 7월 7일 미국 하와이 호놀룰루에서 민찬호, 안현경, 이종관이 설립한 독립운동단체이다. 독립운동 자금 조달과 지원 업무, 한인 2세·3세의 교육업무를 주관 하였다. 1948년 이후 한인교민 단체로 활동하고 있다. 약칭은 동지회(同志會)이다.

## 역사

### 결성 (1921)

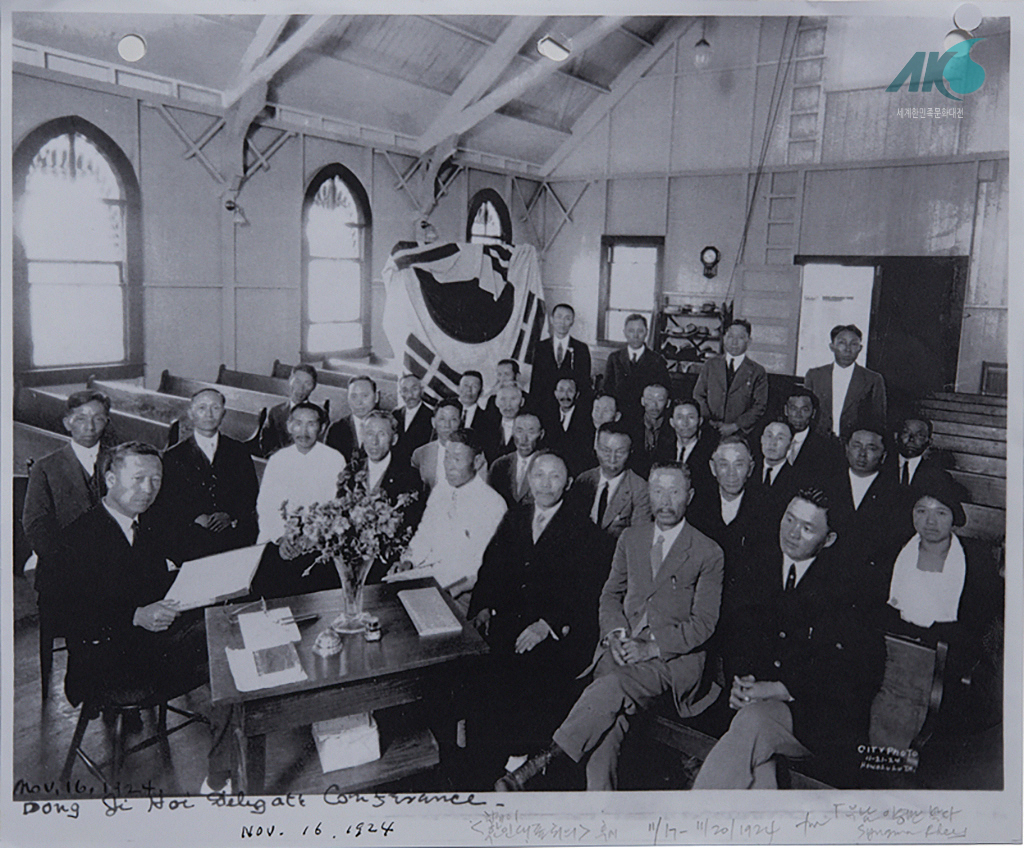
1924년 11월 16일, 하와이 호놀룰루에서 개최된 대한인동지회 총회 모습.

1921년 7월 7일, 호놀룰루에서 민찬호, 안현경, 이종관이 대한인동지회 설립을 공고하였다. 사무실은 1929년까지 대한인하와이교민단 총회관인 호놀룰루시 밀러가 1306번지였다. 7월 15일 15개조 규약을 발표하였다. 동지회는 일부 조항을 통해 총재에게 복종할 의무를 규약으로 삼고 있었고, 이승만은 동지회의 초대 총재로 취임하였다.

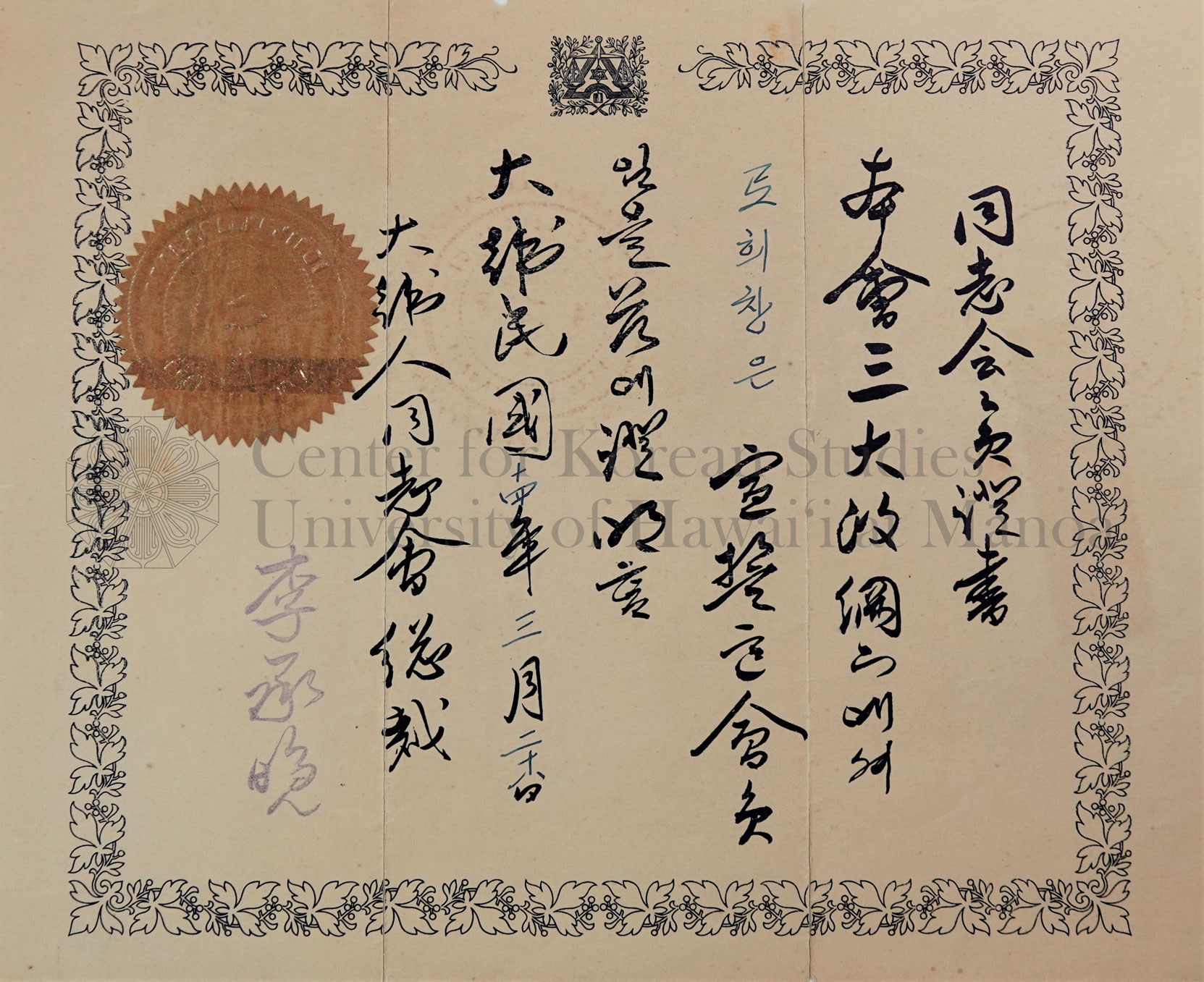
1932년, 대한인동지회 회원 증명서.

대한인국민회 내부에서 외교독립론을 주장하는 이승만, 실력양성론을 주장하는 안창호, 무장투쟁론을 주장하는 박용만 간에 내분이 발생하자 이승만을 위시한 하와이의 한인 교민들은 대한인국민회를 탈퇴하고 동지회에 합류하였다.

### 동지촌 및 동지식산회사 사업 (1924~1931)
1924년 11월 17일부터 11월 20일까지 동지회는 호놀룰루에서 하와이한인대표회의를 개최하였다. 동지회의 3대 정강과 3대 진행 방침을 채택하였고, 《태평양잡지》를 동지회의 기관지로 결정하였다. 또한 동지합자회사를 설립하기로 결정하였다
1925년 12월 13일 동지회는 동지식산회사를 창립하였다. 이승만의 일지에 따르면 이승만은 1925년 11월 20일부터 1931년 4월 7일까지 5년 반 동안 동지식산회사에 전력을 기울였음을 알 수 있다.

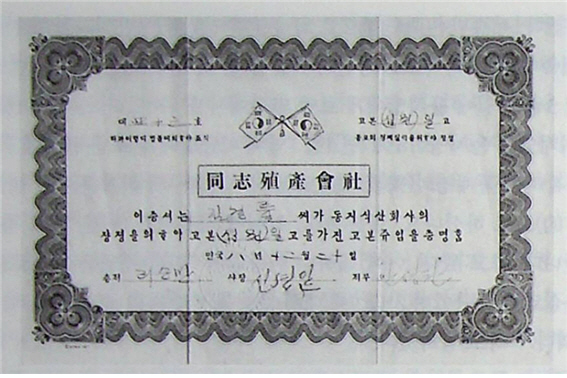
1928년, 동지식산회사 주식 증서.

1931년 4월 동지회의 동지촌이 파산하였다. 동지촌은 비가 많이 오는 장소였기 때문에 포장이 안 된 도로를 이용하여 제재소와 숯가마에서 나오는 물자를 수송하는 것이 매우 힘들었다. 실의에 빠진 이승만은 1931년 11월 21일 여행길에 올랐다. 이승만은 여행 도중 동지식산회사가 파산하였을 때의 심경을 1년 후인 1932년 12월 11일자 일지 끝머리에 “동지식산회사가 실패하였기 때문에 포기하고, 조용히 워싱턴으로 떠났다.”라고 적었다. 이승만은 로스앤젤레스, 뉴욕, 워싱턴을 거쳐, 제네바에 도착한 다음, 런던, 모스크바 등지를 둘러보고 1933년 8월 16일에 뉴욕으로 돌아왔다.
여행을 떠나기 전 이승만은 그의 정치·외교적 능력을 동원하여 하와이 출신 미 하원 의원 휴스턴(Victor Stewart Kaleoaloha Houston)을 설득하여 1931년 12월 8일에 동지식산회사 구제를 위한 청원안〔H. R. 2872, A Bill for the Relief of the Dongji Investment Co.(Ltd.)〕을 하원에 제출하도록 하였다. 이 청원안은 1933년 2월 8일 하원에서 통과되었고, 2월 16일 같은 요지로 상원에 제출된 안(S. 3016)이 상원에서 통과되어 3월 1일 대통령이 서명·인가함으로써 진주만 해군과의 계약에서 발생한 벌금을 탕감받을 수 있었다.
1933년 7월 12일 963에이커의 동지촌 부지를 경매에 붙여 12,500달러에 매도하였다. 이 가격은 이승만을 비롯하여 동지식산회사 이사들이 믿었던 10만 달러라는 가격의 10분의 1이 조금 넘는 금액이었다. 당시 미주 한인들은 동지식산회사, 한인농상주식회사, 한인장유회사, 흥업주식회사, 한미무역회사, 태동실업주식회사, 한인농업주식회사, 북미실업주식회사, 식물건제회사, 동양식물주식회사, 유한주식회사 등을 설립하였지만 대부분 3~4년 만에 폐사하였다. 이는 이승만 계열의 동지식산회사나 안창호와 흥사단 계열의 북미실업주식회사도 마찬가지였다.

### 제단체 연합운동 (1933~1941)

1939년 8월 9일, 이승만이 하와이를 떠나 워싱턴으로 갈때 LA 동지회원들이 베풀어준 송별연회. (이승만은 우에서 10번째)

1933년 동지회는 제단체 연합운동을 추진하여 1933년 4월 9일 하와이 한인연합협의위원회(韓人聯合協議委員會) 설립했다. 동지회는 이 조직을 통해 1930년대 중반 이후 하와이 한인사회의 중심적인 단체로 성장했다. 1944년 재미한족연합위원회 의사부에서 조사한 회원수를 보면 대한인국민회가 650여 명, 동지회가 650여 명으로 대한인동지회의 회세는 하와이 대한인국민회와 대등한 수준이었다.
1933년 10월 30일, 동지회는 한국대일전선통일동맹에 가입하였다.
1937년 10월 10일, 중일 전쟁 이후 하와이에서 대한인국민회 하와이지방총회와 동지회의 통합을 위한 합동 결의안이 상정되었다.
1938년 6월, 동지회 호상부를 조직하였다.
1940년 10월 13일, 동지회, 대한인국민회 하와이지방총회, 대조선독립단, 중한민중동맹단, 동지회 측 대한부인구제회, 대한인국민회 측 대한부인구제회 등 6개 단체가 연합기관 설치를 위해 연합한인위원회를 결성하였다.
1941년 4월 20일, 해외한족대회(海外韓族大會)가 개최되었는데 지역과 여러 가지 사정으로 원동(遠東)지방의 대표가 불참한 가운데 8일간 하와이 호놀룰루에서 해외 한족대표가 모여 새로운 국제정세 변화에 대비한 우리 독립운동의 진로를 협의하였다.

### 재미한족연합위원회 참여 및 탈퇴 (1941~1944)

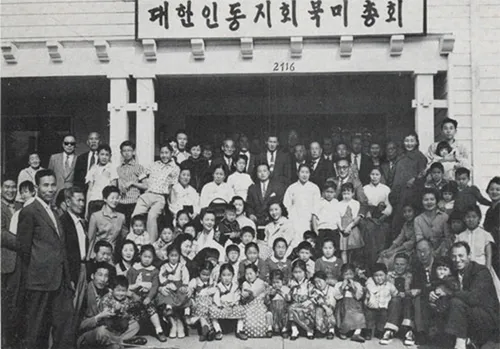
대한인동지회 북미총회. 맨 앞줄 왼쪽 끝에 뒷짐지고 서있는 사람이 송철 선생.

1941년 4월 29일, 동지회는 재미한족연합위원회의 결성에 참여하였다.
1942년 6월 18일, 시카고에서 북미지방 동지회 대표회의가 개최되었다. 로스앤젤레스, 몬태나, 시카고, 뉴욕의 지방 대표가 참석하였다.
1942년 10월 27일, 동지회는 호놀룰루시 북 킹 스트리트 931번지에 동지회관을 매입하였다. 1949년 11월에 회관을 신축하였다. 1970년 2월에 회관을 매각하였다.
1943년 12월 23일, 동지회는 재미한족연합위원회를 탈퇴하였다. 이후 재미한족연합위원회는 대한인국민회 중앙총회 단독으로 운영되었다.
1944년 10월 28일부터 11월 5일까지 재미한족전체대표회가 진행되었다. 대한인동지회와 대한인동지회 측 대한부인구제회가 이탈한 가운데 미주 단체들이 모여 주미외교위원부 개조안을 제출하였다.

### 광복 이후 (1945~)

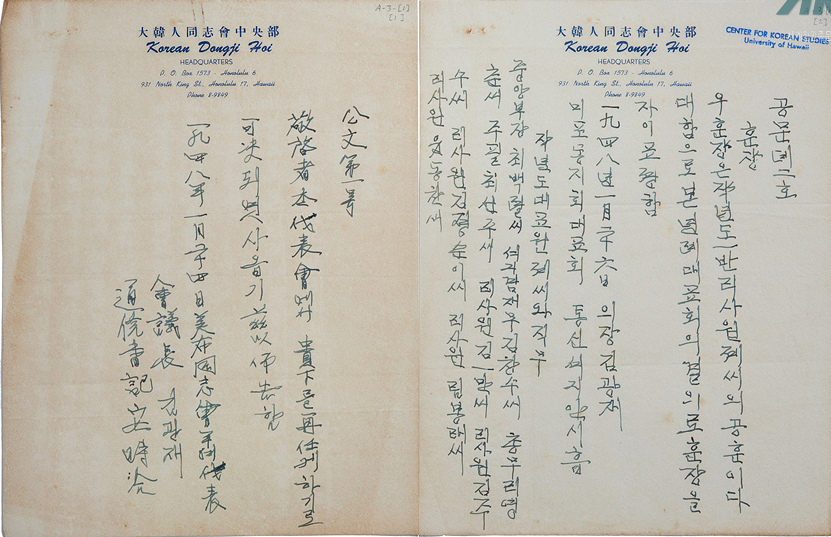
1948년 1월 26일, 대한인 동지회 공문.

대한인동지회는 해방 이후에도 조직을 그대로 유지하며 이승만의 국내 정치활동을 지원하였다. 1948년, 정부수립 이후 한인 교민 단체로 활동하고 있다. 동지회는 하와이에서 활동을 유지하고 있으며, 이승만을 최고의 정치가, 위대한 독립운동가로 기억하고 각종 추모사업 등을 주관, 참여하고 있다.

## 갤러리

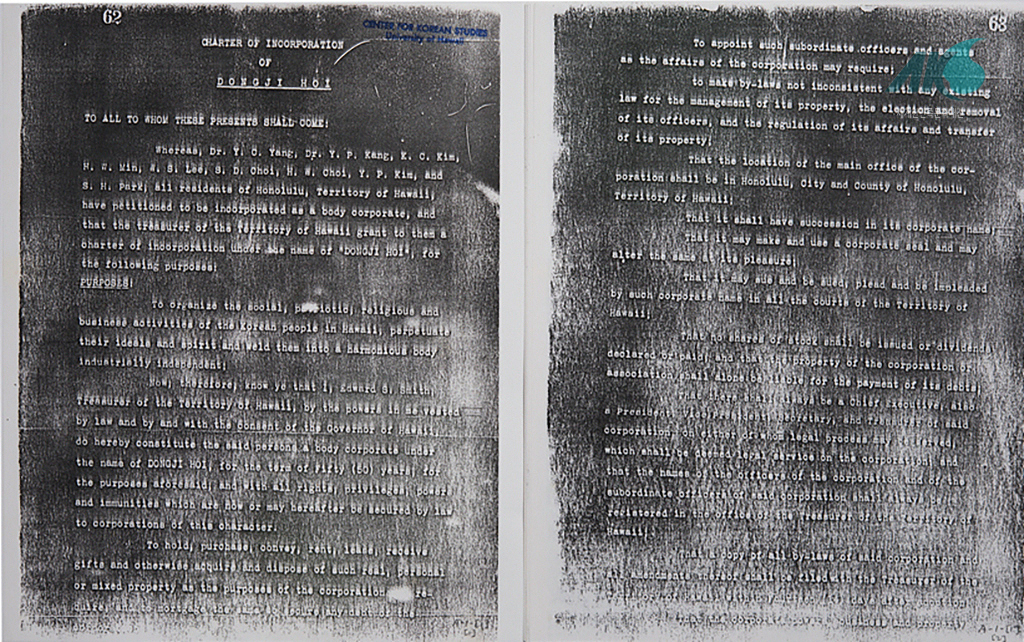
대한인 동지회 헌장 영문 원본 이미지.
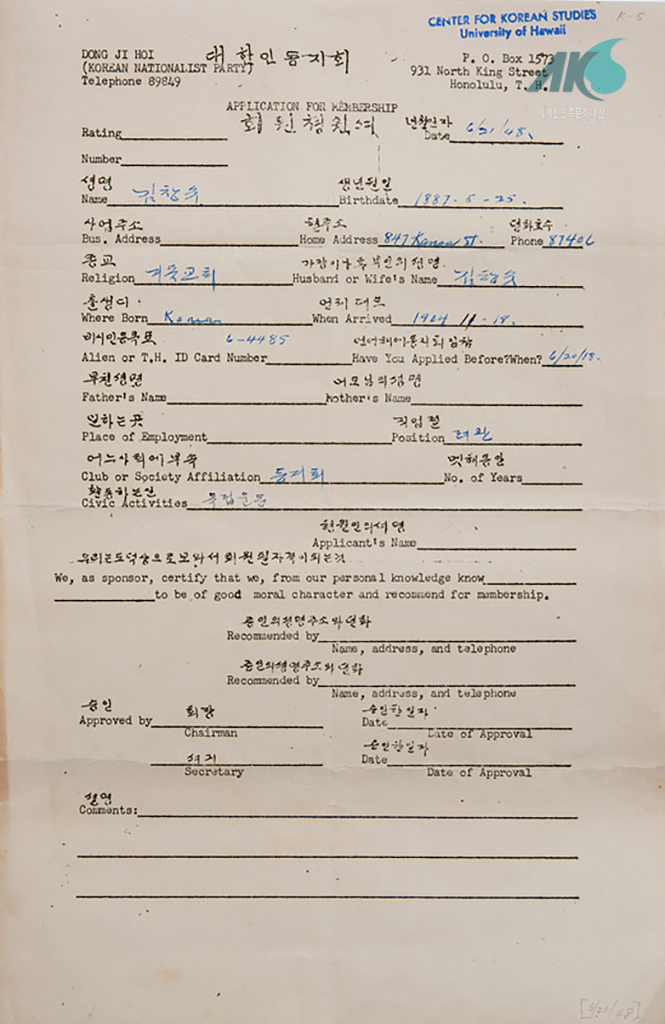
대한인 동지회 회원 신청서. 성명, 생년월일, 주소, 종교 등 정보를 입력하는 란이 있다.

## 같이 보기
- 이승만
- 대한인국민회
- 흥업구락부